# Newbold, Wisconsin
Newbold là một thị trấn thuộc quận Oneida, tiểu bang Wisconsin, Hoa Kỳ. Năm 2010, dân số của thị trấn này là 2.654 người.